# لولو غلاسر
لولو غلاسر (بالإنجليزية: Lulu Glaser)‏ هي مغنية وممثلة أمريكية، ولدت في 1874 في Allegheny, Pennsylvania ‏ في الولايات المتحدة، وتوفيت في 1958 في ويستون ‏ في الولايات المتحدة.

## وصلات خارجية
- لولو غلاسر على موقع IMDb (الإنجليزية)
- لولو غلاسر على موقع قاعدة بيانات برودواي على الإنترنت (الإنجليزية)
- لولو غلاسر على موقع كينوبويسك (الروسية)